# Prometopus flavicollis
Prometopus flavicollis är en fjärilsart som beskrevs av John Henry Leech 1889. Prometopus flavicollis ingår i släktet Prometopus och familjen nattflyn. Inga underarter finns listade i Catalogue of Life.